# Bartolomé Martínez
Bartolomé Martínez Hernández (Jinotega, 24 de agosto de 1873 - Matagalpa, 30 de enero de 1936) fue un político nicaragüense que ejerció como Presidente de la República del 27 de octubre de 1923 al 1 de enero de 1925.
Antes, había actuado como Vicepresidente de Nicaragua desde enero de 1921 hasta octubre de 1923. A la muerte del presidente Diego Manuel Chamorro Bolaños, prestó juramento para servir el resto del mandato constitucional de Chamorro.
En catorce meses de gobierno dejó una huella positiva para el país por la concordia que se vivió en su período y por su reconocida honradez, de él se suele decir: 
"Salió más pobre que cuando entró a la presidencia."

## Biografía
Nació en Jinotega, el 24 de agosto de 1873 (parte de Matagalpa hasta el año 1891), hijo del matrimonio de Crescencio Martínez y Mercedes Hernández. 
Su padre, fue Prefecto de Matagalpa entre 1877-78, era el ecónomo que llevaba las cuentas de los gastos durante la construcción de la iglesia parroquial de San Pedro (actual catedral en la ciudad de Matagalpa) durante su construcción entre 1875 y 1895. 
El joven Bartolomé (la gente le llamaba cariñosamente "don Bartolo") hizo sus primeros estudios en la escuela primaria en la ciudad de Matagalpa y de secundaria en el Instituto Nacional de Oriente en la ciudad de Granada. 
A la muerte de su hermano mayor Benjamín Martínez Santelises, Bartolo asumió la responsabilidad de los negocios de café y ganado en su fincas "El Bosque" y "El Chompipe".
En 1918 fue nombrado Jefe Político de Matagalpa por el presidente Emiliano Chamorro (quien había sido su compañero de colegio en Granada) quien luego lo nombró ministro de gobernación.
En 1922 su partido Conservador Progresista ganó las elecciones, en la que Diego Manuel Chamorro llegó a ser Presidente, mientras Bartolomé fue elegido Vicepresidente. A la muerte de Chamorro el 12 de octubre de 1923, Martínez estaba en su finca El Bosque, donde recibió la nota del Congreso que le instaba a llegar a la Capital a asumir la Presidencia de la República. Viajó a lomo de mula de El Bosque a Matagalpa, donde tomó un camión que lo llevó viajando en la recién terminada carretera de tierra hasta Managua, donde el 27 de octubre de 1923 asumió la Presidencia, la cual  ejerció dignamente hasta el 1 de enero de 1925.
Como Presidente encontró al país sometido a difícil condiciones, pues después de la caída del régimen del general José Santos Zelaya en diciembre de 1909, y el de Madriz hasta agosto de 1910, luego Juan José Estrada y disturbios civiles y armados hasta 1912, el país quedó bajo el dominio político y financiero de banqueros de  Estados Unidos que apoyaban al gobierno de Adolfo Díaz, todavía en 1923 en condiciones similares Bartolomé  asume la Presidencia del país. 
Sin embargo, en su corto período de catorce meses “nicaraguanizó” los Ferrocarriles, la Banca y las Aduanas que estaban en poder de banqueros norteamericanos, adquiriendo para el país el 51% de las acciones.
Martínez hizo una administración honrada y dio muestras de gran espíritu nacionalista, hizo guardar respeto a la Presidencia de Nicaragua, organizó elecciones libres, se rebeló contra el grupo dominante conservador granadino, dando espacio al entonces  marginado partido liberal, nombrando a varios ministros de ese partido.
Entregó el 1 de enero de 1925 la presidencia a Carlos Solórzano, conservador, quien ganó las elecciones con el liberal doctor Juan Bautista Sacasa como vicepresidente.
Tuvo muchos norteños en su personal, como: Narciso Baldizón Molina, quien era el “Jefe de la Loma”. Sus edecanes eran los jóvenes Francisco Molina, Socorro Cruz Leclaire, y su Secretario particular el señor José Mejía.
Era el político de mayor arrastre en Matagalpa y Jinotega en esa época, respetado por los indios y la sociedad en general.
Trató  de implantar un Gobierno Nacional, formado por liberales y conservadores. Así apoyó la fórmula que resultó triunfante de Carlos Solórzano y Juan Bautista Sacasa. 
Después de entregar la  presidencia pasó a ocupar el Ministerio de la Gobernación en el gobierno de Solórzano.

## Patriota conciliador
Es una lástima que un gobernante como Bartolomé Martínez (1923-1924) no haya sido electo para ejercer un período presidencial completo.
Don Bartolo es considerado uno de los presidentes más honrados y nacionalistas que ha tenido Nicaragua. Recuperó en solamente 14 meses de mandato el control de la Banca, de las Aduanas y del Ferrocarril de Nicaragua que estaban en manos de banqueros en Nueva York, sin disparar un solo tiro, y trató de conciliar a los partidos contendientes de su época: liberal y conservador.
Su gabinete estaba compuesto por los siguientes ministros: Jesús Valle,  Gral. Camilo Barberena, Andrés Urtecho, Albino Román y Reyes, Perfecto Tijerino, Marcial Solís.

## Vida Familiar
Bartolomé se casó en Matagalpa en 1910 con Dolores Santelises, hija del médico español Vicente Santelises y Berta Jarquín, con quién procreó en 1912 a Crescencio Martínez Santelises y a dos hijas mujeres, Crescencio estudió en los Estados Unidos donde contrajo matrimonio.
Después de la muerte de Dolores, Bartolomé se unió con Felipa Lúquez, originaria de Terrabona, procreando siete hijos: 1. Zolia, casada con un señor Páez. 2. Gregorio casado en primeras nupcias con Rosa Tijerino, y en segundas con Rosario Valenzuela. 3. Juan, se casó con Miriam Chaves de Chinandega, 4. Aurora, soltera. 5. Laura, soltera, estuvo de Monja en un convento de El Salvador. 6. Ángela, casada con un señor Martínez, vivía en Spokane, Washington. 7. Antonio, fue casado con Alicia Zeledón.  Felipa Lúquez murió en 1972,
Bartolomé procreó con la señora Eva Tercero Guzmán una hija de nombre Mercedes Martínez Tercero, quien se casó con Carlos Eger. En una revista de 1940 aparece la foto de su hija Mercedes Martínez, casada en segundas nupcias con Víctor Rodríguez. Mercedes tenía un negocio en Guanuca

## Fallecimiento
Falleció en Matagalpa el 30 de enero de 1936. Su funeral recibió todos los honores del Estado, a su entierro asistieron muchas personalidades, en cada  cuadra hubo oradores recordando su patriótica gestión, el cortejo fúnebre fue acompañado por la Banda de los Supremos Poderes. Su tumba y lápida puede verse en cementerio municipal. La avenida Principal de Matagalpa lleva su nombre.

## Presidencia 1923-1924
Presidente de la República de Nicaragua entre el 27 de octubre de 1923 al 1 de enero de 1925.
Nació en 1873 en Lipululo, Jinotega. Murió en 1936 en la ciudad de Matagalpa.
En la foto con su Gabinete de Gobierno: Jesús Valle,  Gral. Camilo Barberena, Andrés Urtecho, Albino Román y Reyes, Perfecto Tijerino, Marcial Solís 
Los jóvenes edecanes: Francisco Molina y Socorro Cruz Leclair, y el jovencito Salvador Mairena, quien no aparece en la foto.
Su secretario personal era José Mejía  y el Jefe de la Loma era Narciso Baldizón Molina.

## Vida política
Fue nombrado Jefe Político de Matagalpa por el presidente Emiliano Chamorro en 1917, en 1919 fue nombrado ministro de Gobernación. 
En este tiempo el precio del café subió a nivel internacional porque ya había pasado la Primera Guerra Mundial, por lo cual Matagalpa se benefició mucho. 
En 1918 fue elegido Vicepresidente de Nicaragua en la fórmula del Partido Conservador con Diego Manuel Chamorro Bolaños. Cuando este falleció el 12 de octubre de 1923, entonces asumió la Presidencia. 
Don Bartolomé rompió con el general Emiliano Chamorro Vargas y fundó el Partido Conservador Republicano tratando de conciliarse con los liberales formando un Gobierno Nacional para evitar otra gran guerra civil. 
Entre sus ayudantes en Casa Presidencial estuvieron los conocidos jóvenes matagalpas Francisco Molina, Socorro Cruz Leclaire y Salvador Mairena. El jefe militar de la Loma de Tiscapa era Narciso Baldizón Molina. Su Secretario o Escribano era José María Silva, también de Matagalpa. 
Su Gabinete de Gobierno lo componían los siguientes Ministros de Estado:
Jesús Valle, Gral. Camilo Barberena, Andrés Urtecho, Albino Román y Reyes, Perfecto Tijerino y Marcial Solís.
Segundo Albino Román y Reyes, (casado con Ninfa Vega Martínez), fue uno de sus ministros que preparó el pacto entre conservadores y liberales que apartó a Chamorrro Vargas de su caudillaje. 
Su período terminó cuando entregó la banda presidencial al Presidente Electo, Carlos José Solórzano el 1 de enero de 1925.

## Legado
Uno de sus grandes méritos como Presidente, además de haber evitado la confrontación civil, fue haber recuperado para el país las Aduanas, el Banco Nacional y el Ferrocarril de Nicaragua que estaban en manos de banqueros norteamericanos desde gobiernos anteriores. 
Realizó todo eso por Nicaragua sin disparar un solo tiro.
Fue determinante para que Matagalpa fuera elevada a diócesis en 1924 y que se instaurara la Corte de Apelaciones en esa misma ciudad.

## Anécdotas
- Respetuosamente "Taco a Taco".

Se refiere que en una fecha próxima al 4 de julio, día de la Independencia de Estados Unidos de América, don Bartolo recibió la visita del Ministro (Embajador) norteamericano quien preguntó al Presidente: "¿Cómo celebrará el gobierno de Nicaragua el día de la independencia de Estados Unidos?"
don Bartolo, muy cortésmente, le contestó: 
"Soy muy ordenado y quisiera hacer una fiesta que no demerite a su país, por lo tanto quiero que me diga por escrito como Estados Unidos celebrará el 15 de Septiembre, día de la Independencia de Nicaragua para hacerlo igual o mejor."
- Cortésmente hace respetar la figura del Presidente de La República.

Se cuenta que una vez el ministro (embajador) americano llegó intempestivamente, sin tener previa cita, a reclamar algo al presidente Martínez. Este dijo a su secretario:
"Comunique al señor embajador que siento no poder recibirlo pero que estoy muy ocupado y que le sugiero hacer cita para poder recibirlo."